# Elmo (Utah)
Elmo é uma cidade  localizada no estado norte-americano de Utah, no Condado de Emery.

## Demografia
Segundo o censo norte-americano de 2000, a sua população era de 368 habitantes.
Em 2006, foi estimada uma população de 366, um decréscimo de 2 (-0.5%).

## Geografia
De acordo com o United States Census Bureau tem uma área de
1,6 km², dos quais 1,6 km² cobertos por terra e 0,0 km² cobertos por água.

## Localidades na vizinhança
O diagrama seguinte representa as localidades num raio de 28 km ao redor de Elmo.